# Zemsta Sandokana
Zemsta Sandokana (wł. Sandokan alla riscossa) – film przygodowy z 1964 roku, zrealizowany według powieści Emilio Salgariego. Należy do cyklu filmów przygodowych o Sandokanie.

## Główne role[1]
- Ray Danton: Sandokan
- Guy Madison: Yanez
- Franca Bettoia: Samoa
- Mario Petri: Sir Charles Brooks
- Alberto Farnese: Tremal Naik
- Mino Doro: Lumbo
- Giulio Marchetti: Sagapar
- Sandro Moretti: Kammamuri
- Nando Poggi
- Raf Baldassarre: Teotrokis Grek
- Isarco Ravaioli: Sitar
- Veriano Ginesi